# 세르게이 카멘스키 (사격 선수)
세르게이 이고레비치 카멘스키(러시아어: Серге́й И́горевич Каме́нский, 러시아어 발음: [sʲɪrˈɡʲej ɪˈɡorʲɪvʲɪtɕ kɐˈmʲenskʲɪj], 1987년 10월 7일~)는 러시아의 사격 선수로 주 종목은 소총이다. 2016년 하계 올림픽에서 남자 50m 소총 3자세 부문 은메달을 획득했으며, 2020년 하계 올림픽에서 남자 50m 소총 3자세 부문 은메달과 10m 공기소총 혼성 단체전 부문 동메달을 획득했다.

## 개인사
동생인 알렉세이 카멘스키 또한 사격 선수이다.